# Clytra binominata
Clytra binominata (лат.) — вид листоедов (Chrysomelidae) из подсемейства клитрины (Clytrinae). Встречается в Турции (Родос) и Греции. Вид первоначально описан Юлиусом Вайзе как Clytra laticollis в 1889 году. Однако под этим же названием был описан вид Tituboea laticollis (Oliver, 1808) и название было изменено на Clytra binominata.

## Описание
Жуки длиной около 11 мм. Надкрылья с поперечными полосами, которые в задней части не соединяются с швом.